# 豐田商事事件
豐田商事事件（日语：豊田商事事件），是發生於1980年代日本的一宗不當投資理財商品推銷詐騙案件。

## 事件背景
1980年代開始，適逢經濟高度成長時期，眾多房地產土地價格開始上漲，為投資者創造了不少利潤，同時也因黃金的大量輸入來到高峰，民眾便開始希望能在最短時間內獲取利益。為滿足此需求，日本國內便產生商品期貨市場（商品先物取引）來做為媒介交易，只是當時的市場大多都是非正當方式，有非常多的爭議，而豐田商事為其中之一。

## 事件的發展
豐田商事，正式全名豐田商事株式會社（豊田商事株式会社），1977年由永野一男（1952年8月1日 - 1985年6月18日）創立，初名大阪豐田商事株式會社（大阪豊田商事株式会社），1982年更名公司當前名稱。主要銷售產品以高級金屬（地金）買賣。當時加入的方式為以日後解約能取回相對應的價值為約定，並提供一份有價證明（純金ファミリー契約証券）做為保證合約。但是實際上豐田商事卻是私自把顧客所提供的金錢挪作投資使用，造成顧客權益毫無保障。
此公司與豐田汽車以及豐田集團沒有任何關係，但永野故意以此為名，以圖混淆視聽。

## 揭發與後續
由於豐田商事銷售商品方式不當（例如銷售對象主要以長者為主），且惡意使用知名品牌及藝人來做廣告，造成民眾對於知名品牌及藝人產生誤解，同時也促使警政機關開始重視此種商品銷售方式。1985年（昭和60年）6月18日，大阪府警察前往豐田商事社長永野一男居住的住宅逮捕永野時，宣稱與社長熟識的朋友，分別是飯田篤郎、矢野政績出現於現場，要求社長出面，並向媒體說出「錢已經無所謂了，我要殺掉永野」（もう金はええ、永野をぶっ殺してくれ）驚人口語，隨後破窗而入，原本媒體認為只是口語上說要殺害，實際上是真的殺害社長。之後經過數分鐘的混亂，宣稱熟識的朋友出來面對媒體說「早點叫警察來吧，我就是犯人」（おい警察呼べ、早う。俺が犯人や），並要求警察逮捕他們，至此豐田商事正式宣布倒閉。至於求償問題，由於倒閉之前所轉投資各類投資不當，實際上豐田商事是沒有資產，因而一度造成求償困難，但在律師中坊公平及各界的協助之下，之後順利取回部份資產。並制定法律來防範此經營方式再度發生。

## 相關資料
- 1985年6月：
- 1985年6月：

## 外部連結
- 豊田商事永野会長刺殺事件